# 约斯塔·奥斯布林克
约斯塔·奥斯布林克（瑞典語：Gösta Åsbrink，1881年11月18日—1966年4月19日），瑞典男子体操运动员。他曾获得1908年夏季奥运会体操比赛男子团体全能金牌和1912年夏季奥运会现代五项比赛男子个人银牌。